# Venecia (Antioquia)
Venecia est une municipalité située dans le département d'Antioquia, en Colombie.

## Histoire
Le village, qui deviendra plus tard une ville a été fondé le 13 janvier 1898.
La municipalité de Venecia a été créée dans une unité administrative distincte en 1909. Sa superficie est de  141 km2.

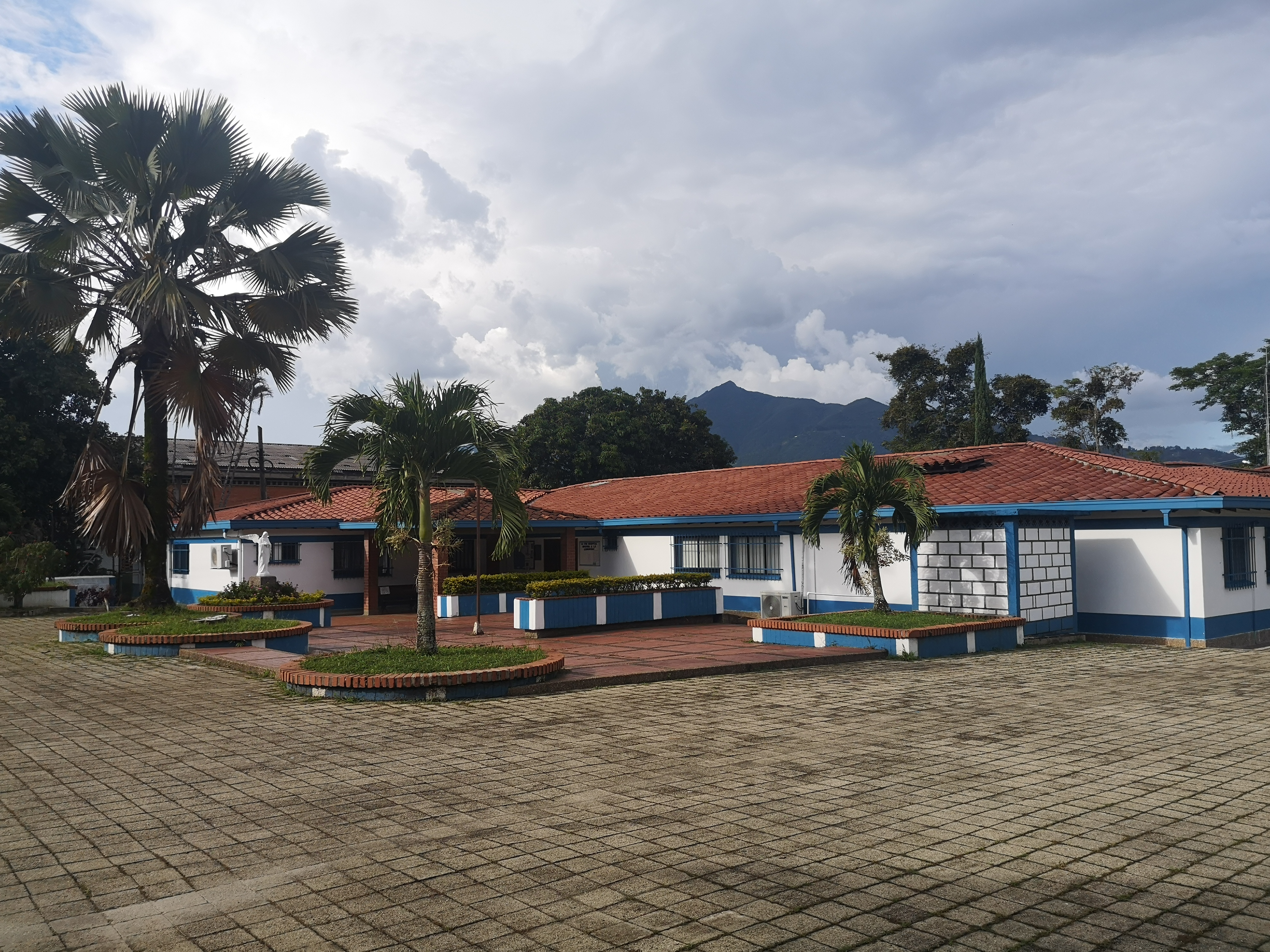
L'hôpital San Rafael de Venecia.